# 阿永库尔
阿永库尔（法語：Ailloncourt，法語發音：[ajɔ̃kuʁ]）是法国上索恩省的一个市镇，属于吕尔区。

## 地理
阿永库尔（47°45'19"N, 6°23'18"E）面积9.29 平方千米，位于法国勃艮第-弗朗什-孔泰大區上索恩省，该省份为法国东部内陆省份，北起顺时针与孚日省、贝尔福地区省、杜省、汝拉省、科多尔省和上马恩省接壤。
与阿永库尔接壤的市镇（或旧市镇、城区）包括：布罗特莱吕克瑟伊、拉沙佩勒-莱吕克瑟伊、当伯努瓦莱科隆布。

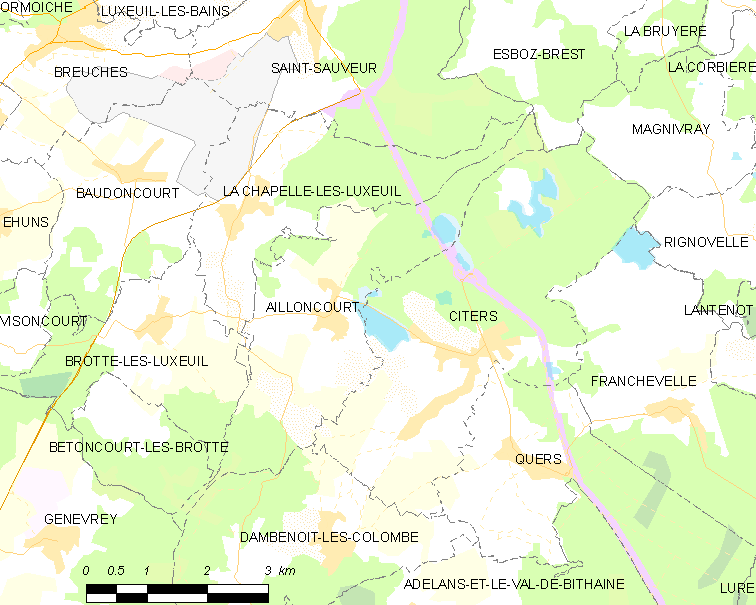
阿永库尔的OSM定位图

阿永库尔的时区为UTC+01:00、UTC+02:00（夏令时）。

## 行政
阿永库尔的邮政编码为70300，INSEE市镇编码为70007。

## 政治
阿永库尔所属的省级选区为吕克瑟伊莱班县。

## 人口

1962-2008年间阿永库尔人口变化图示

阿永库尔于2022年1月1日时的人口数量为306人。